# Luis Eduardo Rodríguez
Luis Eduardo Rodríguez (Saltillo, Coahuila, 14 de septiembre de 1991) es un futbolista mexicano, se desempeña como delantero, se desarrolló en las fuerzas básicas del Atlante FC.

## Carrera
Debutó en el Apertura 2013 de la Liga MX, con el Atlante FC, los potros perdieron la categoría en al Clausura 2014, quedando relegados a jugar en la Liga de Ascenso de México.
En el Ascenso MX, fue habilitado por su entrenador Gabriel Pereyra como defensa central, posición en la que entregó buenas cuentas.

### Clubes
| Club    | País   | Año           | Categoría  |
| ------- | ------ | ------------- | ---------- |
| Atlante | México | 2013-2014     | Liga MX    |
| Atlante | México | 2014-Presente | Ascenso MX |